# Kazimierz Lewandowski
Kazimierz Lewandowski (* 28. März 1951 in Danzig; † 4. Januar 2022) war ein polnischer Ruderer.

## Biografie
Kazimierz Lewandowski wurde als Sohn von Stanisław Lewandowski  und Władysława Sykucka in Danzig 1951 geboren. Bis 1969 besuchte er dort die örtliche Fachschule für Schiffbau Conradinum. Später besuchte er die Sporthochschule Posen, wo er 1977 seinen Masterabschluss machte.
Im Rudern startete er von 1969 bis 1971 für AZS Gdańsk, 1972 für Zawisza Bydgoszcz und 1973 bis 1974 für Posnania Posen. 
Im Doppelzweier (1971, 1972) sowie im Doppelvierer (1973, 1974) konnte Lewandowski jeweils zwei polnische Meistertitel gewinnen. Bei den Olympischen Sommerspielen 1972 in München belegte er mit Roman Kowalewski in der Doppelzweier-Regatta den 12. Platz. Zudem nahm er an den Weltmeisterschaften 1974 teil.
Sein Sohn Przemysław Lewandowski wurde später ebenfalls Ruderer und startete bei den Olympischen Spielen 1996 in Atlanta.